# Zubaida Tharwat
Zubaida Ahmed Tharwat (en árabe egipcio: زبيدة; Alejandría, 15 de junio de 1940-13 de diciembre de 2016) fue una actriz egipcia de cine, televisión y teatro.

## Primeros años
Tharwat nació en Alejandría, su padre, Ahmed Tharwat, era un oficial de la Marina. Cuando era adolescente ganó un concurso de belleza en una revista para adolescentes que publicó ampliamente su fotografía y le consiguió la atención de los directores y productores. Estudió en la Facultad de Derecho de la Universidad de Alejandría.

## Carrera

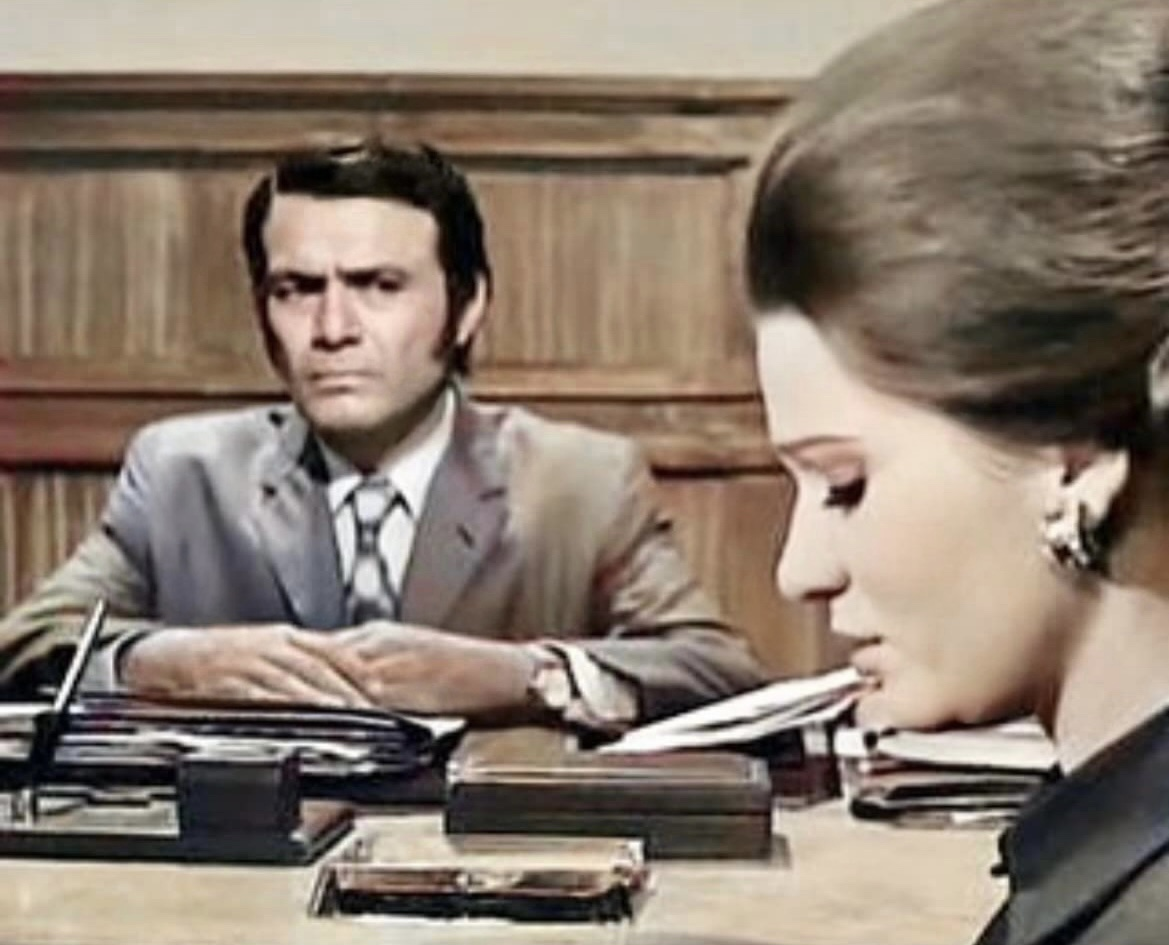
ZubaidaTharwat y Salah Zulfikar en El-Ragol Al-Akhar (1973)

Hizo su breve aparición en la película de 1956 Dalila junto a las estrellas de la jornada Shadia  y Abdel Halim Hafez. Pasó a trabajar en muchas otras películas con otros actores famosos como Rushdy Abaza, Fatin Abdel Wahab, Youssef Wahbi, Soad Hosny y Omar Sharif. Se retiró de la actuación a finales de los años 1980. Durante su carrera se le dio muchos apodos como The Pussycat, ojos mágicos y La reina del romance.
Hizo su breve aparición en la película de 1956 Dalila junto a las estrellas de la jornada Shadia  y Abdel Halim Hafez. Pasó a trabajar en muchas otras películas con otros actores famosos como Rushdy Abaza, Salah Zulfikar, Youssef Wahbi, Soad Hosny y Omar Sharif. Se retiró de la actuación a finales de los años 1980. Durante su carrera se le dio muchos apodos como The Pussycat, ojos mágicos y La reina del romance.

## Vida personal
Tharwat tenía 3 hermanos, incluida su hermana gemela Hikmet. Se casó cinco veces y tuvo cuatro hijas con su segundo marido, el productor egipcio Sobhy Farahat. Tharwat murió a la edad de 76 años después de una larga batalla contra el cáncer y las enfermedades asociadas con el envejecimiento.

## Filmografía

### Cine
| Año  | Título                                                 | Rol     |
| ---- | ------------------------------------------------------ | ------- |
| 1956 | Dalila                                                 | ?       |
| 1956 | Hekayt 3 Banat                                         | Shahira |
| 1957 | El-Malak el-Sagheir                                    | Doha    |
| 1957 | Nessa 'fi Hayati                                       | Sanaa   |
| 1958 | Bent 17                                                | Safaa   |
| 1959 | A'ashat lelhob                                         | Zeinab  |
| 1959 | Shams La Tagheeb                                       | Soha    |
| 1959 | Ehtrsi mn el-Hornillos                                 | Laila   |
| 1960 | Eni Atahem                                             | ?       |
| 1961 | Yum mn omri (Un día de mi vida)                        | Nadya   |
| 1961 | Nesf Azraa                                             | Zeinab  |
| 1961 | Fi Baituna Ragol (Hay un hombre en nuestra casa)       | Nawal   |
| 1962 | Salwa fi Mahab el-Reeh                                 | Salwa   |
| 1969 | Zawga Ghayoora Gedan                                   | Fatma   |
| 1969 | Kaifa ttakhalas mn zawgatak                            | Fatma   |
| 1970 | El-Hob El-Daea                                         | Samya   |
| 1970 | Ana we Zawgaty we el-Sekrtera (Mi esposa y Secretaria) | Hala    |
| 1971 | Hadest Sharaf                                          | ?       |
| 1973 | Shams w Dabab                                          | ?       |
| 1973 | Zaman Ya Encimera                                      | Abeer   |
| 1973 | El-Ragol Al-Akhar                                      |         |
| 1974 | Al-Ahdan Al-Dafe'a                                     | Madiha  |
| 1975 | Habebe Magnon Gdn                                      | ?       |
| 1975 | El-Moznbon                                             | Mona    |
| 1975 | Shy' Yohem                                             | ?       |
| 1976 | El-el-Haram Encimera                                   | Aydaa   |
| 1976 | Lkaa 'Honak                                            | Laila   |
| 1977 | Zahret el-Banafseg                                     | Hayaat  |
| 1977 | Shahrzad Nos 8 Staat                                   | ?       |
| 1977 | 20 Farkha nos deek                                     | ?       |
| 1980 | 8 Staat                                                | ?       |
| 1981 | People on the Top                                      | Seham   |
| 1985 | Aaa'ela Sa'eeda Gedaan                                 | ?       |
| 1987 | Ana Nos Heya nos mrati                                 | ?       |
| 1987 | Meen Ye'dar ala reem                                   | ?       |

### Televisión
| Año  | Título              | Rol |
| ---- | ------------------- | --- |
| 1978 | Wafaa 'Belaa Nhaaya | ?   |